# Csani-tó
A Csani-tó (oroszul озеро Чаны [ozero Csani]) sekély lefolyástalan sóstó Oroszország ázsiai részén, a Novoszibirszki terület Barabinszki, Csani, Csisztoozjornojei és Kupinói járásában. Nyugat-Szibéria legnagyobb állóvizeként tartják számon.

## Elhelyezkedése
A Felső-Ob és az Irtis közötti lefolyástalan medencében, a Baraba-alföldön helyezkedik el. Beömlő folyója nincs, vízutánpótlást a délkeletre elterülő Kis-Csani-tóból kap egy rövid  csatornán keresztül. A Kis-Csani-tó vízpótlását a beömlő Csulim folyó biztosítja.

## Jellemzői
A tó hossza 91 km, szélessége 88 km. Közepes mélysége kb. 2 m; legnagyobb mélysége 10 m, de területének 60%-án csak max. 2 m. Vízfelületének tengerszint feletti magassága 106 m. Területe korábbi adatok szerint 1990–2600 km², más forrás szerint 1400– 3500 km². Vízszintje és a víztükör kiterjedése ugyanis évenként és évszakoktól függően is rendkívül ingadozó.
Területe régóta csökken: a 19. század elején 8000 km², a század végén 3170 km², az 1960-as években 2000 km² volt. Közben a tó homokpadokkal és szigetekkel elválasztott, egymáshoz csatornákkal, átfolyásokkal kapcsolódó kisebb medencékre osztódott, néhány közülük teljesen kiszáradt. Az utóbbi évtizedekben kiszáradása felgyorsult, 1979-től 1994-ig területe 19%-kal csökkent. 
Vízgyűjtő területének éghajlata kontinentális. A januári középhőmérséklet kb. -19,7 °C, a júliusi 18,3 °C. Nyáron a víz 28 °С-ra is felmelegszik. A csapadék évi közepes mennyisége a vízgyűjtő területen 380 mm. Október második felében – november első felében a tó befagy (sok helyen fenékig) és májusig jég alatt van. Vize a Kis-Csani-tó csatornája beömlésénél enyhén sós, onnan távolodva sókoncentrációja egyre emelkedik.

## Élővilága
A lapos partokon nád, sás, különféle cserje nő; a tófenék homokos és iszapos, a vízben 16 halfaj él. Nagyon sok a sziget, több közülük ritka növény- és állatfaj élőhelye, ritka madarak fészkelőhelye. A tavaszi-őszi madárvonulások idején a táj vízimadarak óriási csapatainak nyújt pihenési lehetőséget. A ritka vagy veszélyeztetett madarak között említhető a lócsér, a halászsirály, a gólyatöcs, a gulipán, a viharsirály, a feketeszárnyú székicsér vagy a szalonkafélék közül a ázsiai cankógoda (Limnodromus semipalmatus).
A tó körül tizenkét kisebb falu található, a partvidék környékét kaszálónak, legelőnek használják. Az északi tópart és a Csani–Barabinszk vasútvonal közötti erdős sztyeppen (Baraba-alföld), a Novoszibirszki terület Barabinszki- és a Csani járásában 1958-ban természetvédelmi területet hoztak létre (119 808 ha).